# Les frères corses
Les frères corses er en fransk stumfilm fra 1917 af André Antoine.

## Medvirkende
- Henry Krauss
- Romuald Joubé
- Rose Dione
- Jacques Grétillat
- Henry Roussel